# منتجع تروبيكال أيلاندز
منتجع تروبيكال أيلاندز هو متنزه مائي يقع في هالب ويبعد حوالي 50 كم عن العاصمة برلين.